# Франц Брюннов
Франц Фрідріх Ернст Брюннов (нім. Franz Friedrich Ernst Brünnow; 1821—1891) — німецький астроном, доктор наук.

## Біографія
Вивчав математику, фізику та астрономію в Берлінському університеті, де 1843 року здобув докторський ступінь за роботу De attractione moleculari. Учень Генріха Вільгельма Дове.
Потім працював у Берлінській обсерваторії під керівництвом Йоганна Енке.
У 1847—1851 керував Дюссельдорфською обсерваторією.
1851 року повернувся як головний науковий співробітник в обсерваторію Берліна.
1854 року Брюно запрошено в США в Анн-Арбор (штат Мічиган), де він став директором новозбудованої обсерваторії і викладав у Мічиганському університеті.
Після роботи в Анн-Арбор, був заступником директора в Олбані, в 1859—1860 — обсерваторії Дадлі в Скенектаді, штат Нью-Йорк, США.
Публікував статті в журналі «Astronomical Notices».
1863 року повернувся в Європу і від 1866 до 1874 працював королівським астрономом в Ірландії, змінивши на цій посаді сера Вільяма Ровена Гамільтона, і професором астрономії в Триніті-коледжі в Дубліні, керував місцевою обсерваторією.
1874 року вийшов у відставку.
Помер 20 серпня 1891 року в Гайдельберзі.

## Вибрані праці
- «Учебник сферической астрономии». Санкт-Петербург: тип. В. Безобразова и Комп., 1872—1873.
- «Mémoire sur la comète elliptique de De Vico» (1849)
- «Lehrbuch der spharischen Astronomie», 1851.
- «Lehrbuch Kartenentwurfslehre», ок. 1870